# José Cortés López
José Cortés López (Baeza, Jaén, 13 de septiembre de 1883-Madrid, 14 de septiembre de 1964) fue un político español.

## Biografía
Estudió Derecho en la Universidad de Sevilla. En 1913 ingresó en el Cuerpo de Aspirantes a la Judicatura y Fiscales. Tras una etapa de excedencia fue juez de Cazalla de la Sierra (1931). Fue magistrado de la Audiencia, en 1933, y nombrado juez instructor especial en el sumario por los sucesos de Casas Viejas, ese mismo año.
Abogado y magistrado del Tribunal Supremo de España, fue presidente de la Comisión de Justicia de la Junta Técnica del Estado creada por Francisco Franco entre el 2 de octubre de 1936 y el 30 de enero de 1938, durante la guerra civil española.
Presidente de la sala de Las Palmas en septiembre de 1934. Gobernador civil de Las Palmas, presidente de la Comisión de Justicia. En 1942 fue promovido a magistrado de ascenso y presidente de la Audiencia de Teruel (1944) y después de Guadalajara, ascendiendo a magistrado del Tribunal Supremo en 1947 hasta su jubilación en 1958.

## Distinciones

### Órdenes
- Gran Cruz de la Orden de San Raimundo de Peñafort ( España, 1958).[3]
- Gran Cruz de la Orden de Carlos III ( España, 1961).[4]
- Gran Cruz de la Orden de Isabel la Católica ( España).